# A Twist in My Story
A Twist in My Story es el segundo álbum del proyecto solista de Secondhand Serenade. Su lanzamiento fue el 19 de febrero de 2008 en Glassnote. El álbum incluye canciones del álbum Awake, tales como Maybe y Your Call, pero con banda en vivo. El primer sencillo, "Fall for You", fue lanzado el 21 de enero de 2008 y su video fue estrenado el 28 de enero de 2008, una semana después.
El video oficial de su segundo sencillo de su álbum, "Your Call", fue lanzando el 5 de diciembre de 2008 y se puede ver en el sitio web de FNMTV.
Como el álbum fue producido con banda en vivo, en sus tours, Vesely tiene como bajista John Harvey, en el piano su hermano Lukas Vesely, Ryan Cook en la guitarra principal, y Tom Breyfogle en la batería. Este fue lanzado en Japón por Avex Group el 21 de octubre de 2009.

## Listas de canciones
1. "Like a Knife" – 4:28
2. "Fall for You" – 3:05
3. "Maybe (versión de banda)" – 3:32
4. "Stranger" – 4:48
5. "Your Call (versión de banda)" – 3:50
6. "Suppose" – 3:48
7. "A Twist in My Story" – 4:09
8. "Why?" – 4:15
9. "Stay Close, Don't Go" – 3:36
10. "Pretend" – 3:32
11. "Goodbye" – 5:26